# 莱德多普
莱德多普（荷蘭語：Leiderdorp，荷蘭語：[lɛi̯dərˈdɔrp] ⓘ）是荷兰南荷兰省的一个市镇，临近莱顿。

## 历史与地理

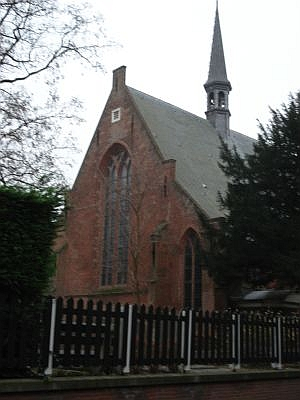
乡村教堂

## 居住或曾居住于莱德多普的名人
- 阿明·范·比伦（Armin van Buuren）, 生于1976年12月25日，在莱德多普居住至2008年，音乐制作人和DJ。
- 卡里斯·范·豪滕（Carice van Houten）生于1976年9月5日，自1976年起居住于莱德多普，舞台剧和电影女演员。